# Mammillaria petterssonii
Mammillaria petterssonii (укр. Мамілярія петерсоні, мамілярія Петтерссона) — сукулентна рослина з роду мамілярія (Mammillaria) родини кактусових (Cactaceae).

## Історія

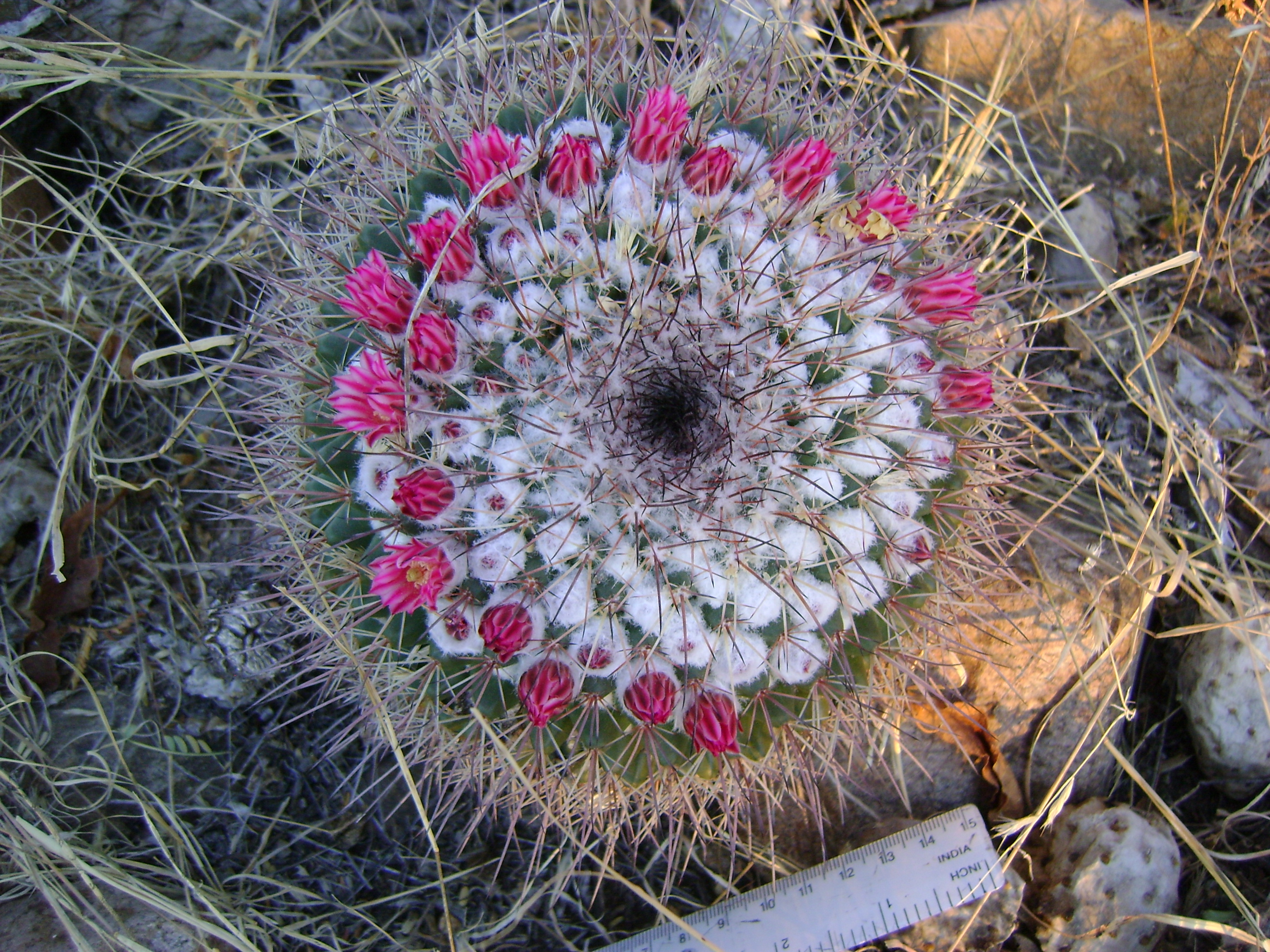
Квітуча Mammillaria petterssonii у природних умовах у штаті Агуаскальєнтес

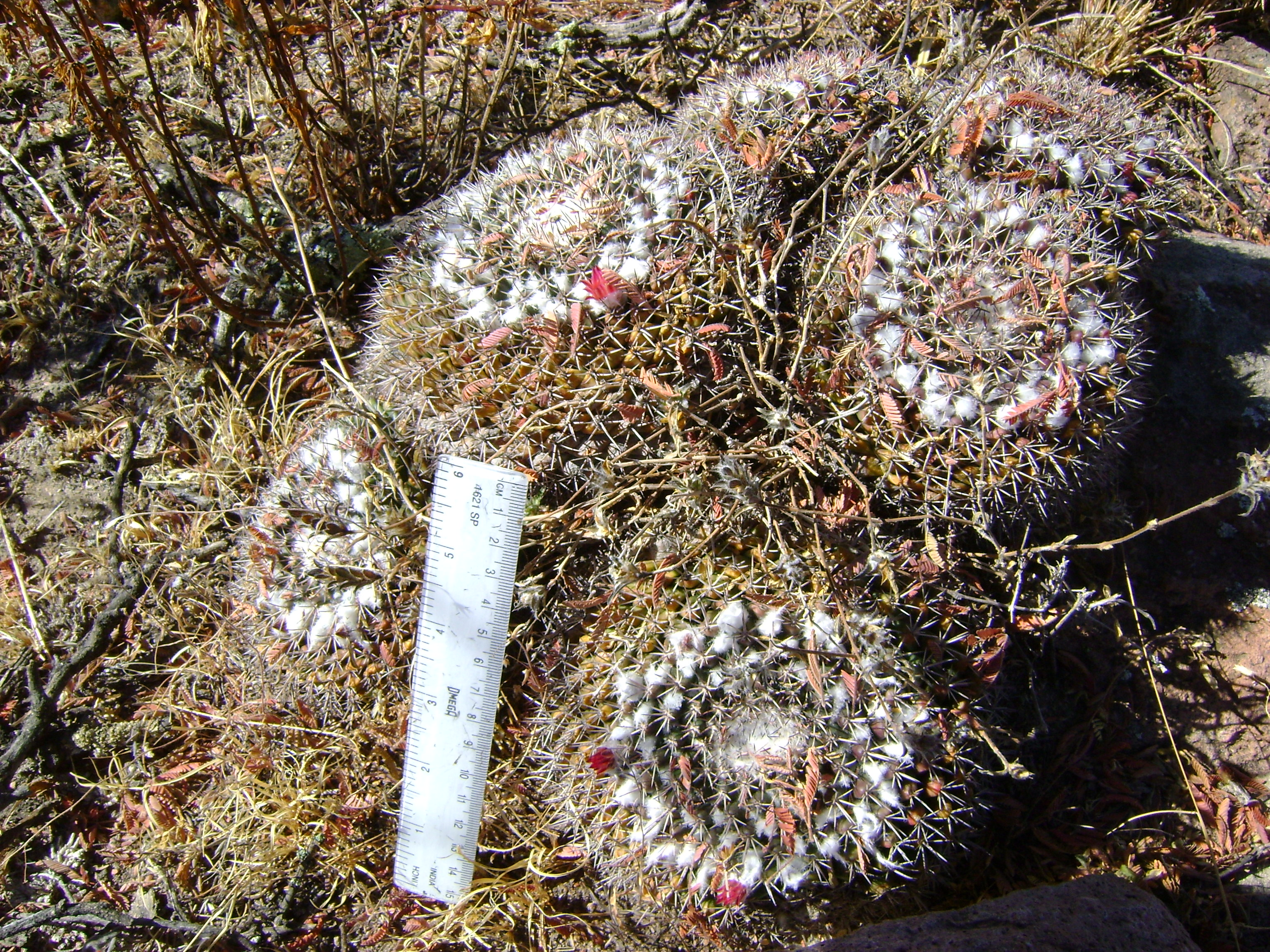
Група Mammillaria petterssonii у природних умовах у штаті Сакатекас

Вид вперше описаний німецьким ботаніком, фахівцем з кактусових, який володів розплідником кактусів у Біркенвердері, неподалік від Берліна, що діяв між 1870 і 1895 роками Генріхом Гільдманном (нім. Heinrich Hildmann, ? — 1895) у 1886 році у виданні нім. «Deutsche Gaertner-Zeitung».

## Етимологія
Видова назва дана на честь німецького колекціонера кактусів Петтерссона, що був другом Генріха Гільдмана.

## Ареал і екологія
Mammillaria petterssonii є ендемічною рослиною Мексики. Ареал розташований у штатах Агуаскальєнтес, Дуранго, Гуанахуато, Халіско, Сан-Луїс-Потосі і Сакатекас. Рослини зростають на висоті від 1300 до 2600 метрів над рівнем моря на скелястих схилах у відкритих дубових лісах на вулканічних ґрунтах.

## Морфологічний опис
| Орган              | Опис |
| Рослини            | зазвичай поодинокі.                                                                                              |
| Коріння            | |
| Стебло             | кулясте, до 12 см в діаметрі.                                                                                    |
| Епідерміс          | тьмяно-світло-зелений.                                                                                           |
| Маміли             | великі, трьохгранні, з молочним соком.                                                                           |
| Ареоли             | |
| Аксили             | з пухом. |
| Центральні колючки | 6-7, оранжево-коричневі, з віком стають білими з темними кінцями, завдовжки 10-20 мм, самі нижні набагато довше. |
| Радіальні колючки  | 10 або більше, жорсткі, прямі, білі, завдовжки 2-10 мм, нагорі коротші і більш слабкі.                           |
| Квіти              | Квіти рожево-червоні до білих з червоними центральними прожилками на пелюстках, до 25 мм завдовжки і в діаметрі. |
| Бутони             | |
| Зовнішні пелюстки  | |
| Внутрішні пелюстки | |
| Тичинки            | |
| Маточка            | |
| Плоди              | багрянисто-рожеві.                                                                                               |
| Насіння            | коричневе. |

## Чисельність, охоронний статус та заходи по збереженню
Mammillaria petterssonii входить до Червоного списку Міжнародного союзу охорони природи видів, з найменшим ризиком (LC).
Цей вид широко поширений і здається рясним. Крім того, він зростає в районах, де немає великих загроз. Мало відомо про чисельність або тенденції популяції цього виду, але повідомляється про одну субпопуляцію, що є відносно рясною і стійкою, тому те ж саме вважається для виду в цілому.
Цей кактус не відомий у жодній із природоохоронних територій.
Охороняється Конвенцією про міжнародну торгівлю видами дикої фауни і флори, що перебувають під загрозою зникнення (CITES).

## Використання та торгівля
Цей кактус рідко культивується як декоративний, він з'являється тільки в спеціалізованих колекціях.